# Jeanne Brousse
Jeanne Brousse, nota anche con lo pseudonimo di Jeannette (Saint-Pierre-de-Curtille, 12 aprile 1921 – Annecy, 19 ottobre 2017), è stata una partigiana francese durante la seconda guerra mondiale ed è stata insignita dell'onorificenza dei Giusti fra le nazioni.

## Biografia
Jeanne Maurier è cresciuta ad Annecy, in Francia. Suo padre, un ex combattente nella prima guerra mondiale, che era stato gasato dai tedeschi, lavorava presso la prefettura locale dell'Alta Savoia. All'età di 18 anni, voleva studiare a Parigi per poi diventare infermiera presso la Croce Rossa francese, ma la dichiarazione di guerra le impedì di seguire i suoi piani.

### Durante la guerra (1939-1945)
Dopo aver svolto altri lavori, Jeanne entrò come funzionario pubblico presso la prefettura locale di Annecy, assegnata al Servizio di naturalizzazione dei rifugiati inizialmente come assistente, successivamente come dipendente a tutti gli effetti. Nel 1941, si unì al nuovo Servizio per i Rifugiati, che era stato progettato per aiutare le persone che stavano arrivando nella regione. Ha trasmesso le informazioni sui passaggi sicuri agli ebrei arrestati una volta scoperti all'arrivo alla stazione ferroviaria.
Nel novembre 1942, una donna di nome Suzanne Aron la avvicinò per chiedere aiuto con le sue carte d'identità. A suo marito Francis Aron, un ufficiale di riserva dell'esercito ferito nel 1940 e insignito della Legion d'Onore, avevano bruciato i loro documenti d'identità in modo che come ebrei, avrebbero dovuto indossare la stella gialla. Suzanne Aron aveva anche bisogno delle carte d'identità per le tre figlie di Henri Schilli, il rabbino di Valence, che aveva avuto in cura. Nello stesso anno, Jeannette forniva anche documenti falsi a padre Camille Folliet, un cappellano del movimento giovanile cattolico che aiutava gli ebrei ad attraversare il confine. Durante questo periodo, è stata registrata come segretaria presso la prefettura di Annecy. Jeannette iniziò a produrre carte d'identità false, quattro sotto il nome di Caron e tre per le figlie Schilli sotto il nome di Sureau. Le ragazze, così come i figli di Aron, hanno trovato un nascondiglio nella fattoria dei nonni materni di Jeannette.
Nel febbraio 1943, Jeannette stava aiutando i giovani nati nel 1919, 1920 e 1921 a sfuggire alla chiamata per il servizio obbligatorio. Grazie al suo lavoro in prefettura, ha ottenuto un permesso notturno, che le consentiva di viaggiare oltre il coprifuoco. Dopo aver visto all'opera i nomi dei giovani che dovevano essere convocati per il servizio obbligatorio, approfittò del suo permesso per andare ad avvertire le famiglie. In quel periodo cominciarono ad arrivare uomini da altre regioni per nascondersi sulle montagne circostanti: ha fornito loro carte d'identità false, dove indicava come luogo di nascita una città francese bombardata o una città del Nord Africa, in modo tale che il loro stato civile non potesse essere verificato.
Nel marzo del 1943, Jeannette incontrò Geneviève de Gaulle, che stava cercando qualcuno per poter distribuire i giornali clandestinamente. Ha aiutato la de Gaulle a fornire documenti falsi agli uomini che si sono rifiutati di rispettare il servizio obbligatorio; ha aiutato i rifugiati ad attraversare il confine con la Svizzera con l'assistenza di alcuni dei ferrovieri Annemasse-Ginevra, della comunità protestante di Annemasse e della moglie del pastore protestante Jeanne Bach.
Nel settembre 1944, Jeannette sposò Jean Brousse, un collega della prefettura che lavorava nell'ufficio del prefetto. In precedenza era stato imprigionato, insieme ad altri uomini, durante un raid della milizia francese.

### Dopo la guerra
Dopo la guerra, il rabbino Schilli, ora divenuto il capo del seminario israeliano di Francia, ha testimoniato sul ruolo di Brousse nel salvare la sua vita e quella delle sue tre figlie: Françoise, Nicole e Danielle.
Nel 1973, lo stato di Israele ha conferito a Brousse il titolo di Giusto tra le Nazioni. Nel 1974, il Console Generale d'Israele a Parigi le ha conferito la medaglia dei Giusti Gentili, ed è stata invitata a piantare un albero allo Yad Vashem Memorial a Gerusalemme.
Nel 1981, Brousse è stata uno dei membri fondatori della sezione francese dell'Associazione dei Giusti tra le Nazioni. Nel 1987 è entrata a far parte del comitato francese dello Yad Vashem, di cui è rimasta vicepresidente per diversi anni. È stata anche presidente onoraria dei Salvatori eroici dell'Alta Savoia. Ha partecipato al Concours national de la résistance et de la deportation, condividendo la sua esperienza nelle scuole e durante le cerimonie della Giornata nazionale contro il razzismo e l'antisemitismo. È stata membro della giuria per il concorso dipartimentale sulla resistenza e la deportazione.
Molto attiva in queste associazioni, Brousse è stata anche segretario del capitolo locale dei veterani dell'esercito segreto, nonché dell'Unione dei combattenti volontari della resistenza. Il 2 novembre 1997, alla presenza di Catherine Trautmann, portavoce del governo francese, Brousse ha inaugurato il Memoriale nazionale dei Giusti a Thonon-les-Bains. Nel marzo 2005, Brousse ha accompagnato la delegazione ufficiale francese guidata dal primo ministro Jean-Pierre Raffarin all'inaugurazione del nuovo Museo Yad Vashem di Gerusalemme dedicato alla Shoah, alla presenza di Simone Veil. Il suo nome si trova sul Muro dei Giusti nel Mémorial de la Shoah di Parigi, inaugurato nel 2006 ed è incluso nel Muro d'Onore dei Soccorritori dell'Olocausto nel Museo dell'Olocausto degli Stati Uniti. Nel 2008, il Circus Theatre le ha reso omaggio con il suo spettacolo The Rebellious Righteous. Il 18 aprile 2014, una nuova aggiunta alla prefettura dell'Alta Savoia, l'edificio dei servizi di migrazione e integrazione, è stata dedicata in suo nome.
Descrivendosi, Brousse ha detto: "Non sono un eroe, non sono una conferenziera. Sono, semplicemente, una donna comune che ha vissuto tempi straordinari".
È morta il 20 ottobre 2017 all'età di 96 anni.

## Nei media

### Cinema
- 1993 - Tsedek- Les Justes , by Clara et Marek Halter,[14] 2h30
- 1998 - Le courage discret des justes, Envoyé spécial, 2 avril 1998, France 2

### Podcast
January 2017- Les gens d'ci.,